# Maria Camargo
Maria Camargo (Paris, 1971) é uma roteirista de cinema, escritora e autora brasileira nascida na França. Seu primeiro trabalho na televisão foi na novela Lado a Lado, onde atuou como colaboradora. Ganhou reconhecimento em 2017 quando assinou a série Dois Irmãos, adaptação da obra homônima de Milton Hatoum, e pelo trabalho foi indicada ao Troféu APCA e ao Prêmio Contigo.

## Biografia
Apesar de ter nascido em Paris, em 1971, a escritora vive no Rio de Janeiro desde a infância. Se formou em cinema pela Pontifícia Universidade Católica do Rio de Janeiro (PUC-Rio). Em 2012, atua como colaboradora na telenovela Lado a Lado, da Rede Globo, e em seguida emenda o folhetim Babilônia. Em 2013, adapta para a televisão Correio Feminino, baseada na obra de Clarice Lispector. Em 2017, desenvolve a aclamada série Dois Irmãos, uma adaptação da obra homônima de Milton Hatoum, e em seguida escreve Assédio, para o sistema de streaming Globoplay, livremente baseada no livro A Clínica: A Farsa e os Crimes de Roger Abdelmassih, do jornalista Vicente Vilardaga.
Em 2022, escreve Rota 66, série ao lado de Teodoro Poppovic, baseado no livro de Caco Barcellos.

## Trabalhos

### Televisão
| Ano  | Título                       | Escalação                             | Parceiros titulares                                | Emissora  |
| ---- | ---------------------------- | ------------------------------------- | -------------------------------------------------- | --------- |
| 2012 | Lado a Lado                  | Colaboradora                          | João Ximenes Braga Claudia Lage                    | TV Globo  |
| 2013 | Correio Feminino             | Autora principal                      | Clarice Lispector                                  | TV Globo  |
| 2015 | Babilônia                    | Colaboradora                          | Gilberto Braga Ricardo Linhares João Ximenes Braga | TV Globo  |
| 2017 | Dois Irmãos                  | Autora principal                      | Milton Hatoum                                      | TV Globo  |
| 2018 | Assédio                      | Autora principal                      |                                                    | Globoplay |
| 2022 | Rota 66 - A Polícia que Mata | Autora principal                      | Teodoro Poppovic                                   | Globoplay |
| 2023 | Fim                          | Supervisora de adaptação / Roteirista | Fernanda Torres                                    | Globoplay |

### Cinema
| Ano  | Título                                                  | Escalação             | Notas                                         |
| ---- | ------------------------------------------------------- | --------------------- | --------------------------------------------- |
| 2010 | Se Meu Pai Fosse de Pedra                               | Diretora e roteirista |                                               |
| 2013 | O Coração Às Vezes Para de Bater                        | Diretora e roteirista | Adaptação do livro homônimo de Adriana Lisboa |
| 2016 | Nise: O Coração da Loucura                              | Roteirista            | direção de Roberto Berliner                   |
| 2019 | Babenco - Alguém Tem que Ouvir o Coração e Dizer: Parou | Roteirista            | direção de Bárbara Paz                        |
| 2023 | O Adeus do Comandante                                   | Roteirista            | direção de Sérgio Machado                     |

### Literatura
| Ano  | Título                        | Editora              |
| ---- | ----------------------------- | -------------------- |
| 2009 | O medo e o mar                | Companhia das Letras |
| 2017 | Dois irmãos: Roteiro da série | Cobogó               |